# 薄叶石笔木
薄叶石笔木（学名：Tutcheria tenuifolia），为山茶科石笔木属下的一个种。

## 扩展阅读
維基物種上的相關：薄叶石笔木